# 夏は、いつ
「夏は、いつ」（なつは、いつ）は、大久保海太通算6枚目のシングル。2001年5月23日発売。発売元はアンティノス・レコード。

## 解説
bayfm成東ビーチステーション「Palm Terrace」イメージソングのほか、様々なタイアップのついたサマー・チューン。CD帯のコピーは「はじめよう。二度とない、この夏の僕らの為に…。」。なお、8月10日・17日には成東海岸から生ライヴ中継を行った。
初めて3曲入りとなったシングル盤で、3曲目の「Rockaway Beach」はラモーンズが1977年に発表した楽曲のカヴァー。歌詞は掲載されていない。
CDパッケージでの販売は終了しているが、音楽配信サービスでの購入が可能（2008年現在）。

## 収録曲
1. 夏は、いつ　　（4:15）
  - 作詞・作曲: 大久保海太
2. 夏草　　（4:21）
  - 作詞・作曲: 大久保海太
3. Rockaway Beach　　（3:26）
  - 作詞・作曲: RAMONES

※編曲者の表記はなし。

## 関連作品
- 夏は、いつ

ROCK MARINE
- 夏草

アルバム未収録
- Rockaway Beach

アルバム未収録

## タイアップ
- bayfm成東ビーチステーション「Palm Terrace」イメージソング
- FMヨコハマ 夏のキャンペーンリコメンドソング
- TVK『LIVE Y』7月度テーマソング
- 千葉テレビ『TELEDIO 5』6月度オープニング・テーマソング
- FMとやま『音楽かなであん』エンディング・テーマソング
- HFM「ASAHI SUPER DRY スーパーミュージックセレクション」
- 山陰放送『桃CAN』7月度エンディング・テーマソング